# Episodi di Love, Death & Robots (quarta stagione)

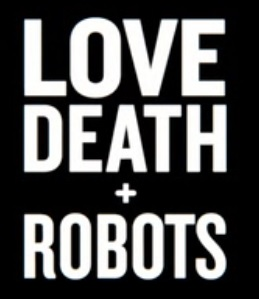

La quarta stagione della serie animata Love, Death & Robots, composta da 10 episodi, è stata interamente distribuita su Netflix il 15 maggio 2025, in tutti i paesi in cui il servizio è disponibile.
| n° | Titolo originale                  | Titolo italiano                           | Pubblicazione  |
| -- | --------------------------------- | ----------------------------------------- | -------------- |
| 1  | Can't Stop                        | Can't Stop                                | 15 maggio 2025 |
| 2  | Close Encounters of the Mini Kind | Mini incontri ravvicinati del terzo tipo  | 15 maggio 2025 |
| 3  | Spider Rose                       | Spider Rose                               | 15 maggio 2025 |
| 4  | 400 Boys                          | Bestioni dell'isolato 400                 | 15 maggio 2025 |
| 5  | The Other Large Thing             | L'altra cosa grande                       | 15 maggio 2025 |
| 6  | Golgotha                          | Golgota                                   | 15 maggio 2025 |
| 7  | The Screaming of the Tyrannosaur  | Il grido del tirannosauro                 | 15 maggio 2025 |
| 8  | How Zeke Got Religion             | Così Zeke ha scoperto la religione        | 15 maggio 2025 |
| 9  | Smart Appliances, Stupid Owners   | Il complotto dei dispositivi intelligenti | 15 maggio 2025 |
| 10 | For He Can Creep                  | Poiché può strisciare                     | 15 maggio 2025 |